# Ciapus (Ciomas)
Ciapus is een bestuurslaag in het regentschap Bogor van de provincie West-Java, Indonesië. Ciapus telt 13.330 inwoners (volkstelling 2010).